# Technicolor (Filmunternehmen)
Technicolor war ein 1915 in den USA gegründetes Unternehmen der filmtechnischen Industrie, das vor allem in den 1950er bis 1970er Jahren durch seine besonderen Verfahren zur Herstellung von Farbkopien für Kinofilme allgemein bekannt wurde. Von Technicolor stammen weitere filmtechnische Entwicklungen wie das mit CinemaScope konkurrierende Breitbildformat Techniscope. Nach dem Auslaufen der Bedeutung der klassischen chemischen Farbfilmproduktion ist Technicolor zu einem bedeutenden Anbieter von digitaler Kinotechnik und Dienstleister der digitalen Filmnachbearbeitung geworden.
2001 wurde Technicolor vom damaligen Elektronikkonzern Thomson übernommen, der seit 2010 selbst den Namen Technicolor trug. Der Geschäftsbereich wurde 2022 wieder abgespalten und firmiert seitdem unter Technicolor Creative Studios, während der ehemalige Mutterkonzern in Vantiva umfirmierte. 

## Geschichte
Als Vorläufer wurde im Jahre 1912 in Boston, Massachusetts, von den Ingenieuren Daniel Frost Comstock, Herbert Thomas Kalmus und W. Burton Westcott unter dem Namen Kalmus, Comstock & Westcott ein technisch-wissenschaftliches Industrieberatungsbüro gegründet, das sich zunächst für die Poliermittelindustrie betätigte. Der Kinematografie wandten sich die Gründer zu, als der Unternehmensanwalt und Kapitalanleger William Coolidge 1913 den Auftrag zur Verbesserung des „Vanoscope“, eines flimmerfreien Kinoprojektors, erteilte. Sie überredeten Coolidge, ihr entstandenes Interesse an Herstellungsverfahren für lebendige Naturfarbfilme weiterzufinanzieren. Nach dem Betrachten einiger kurzer Aufnahmen der neuen Kameratechnik investierte Coolidge 10.000 $ in Versuche. In der Folge wurde am 19. November 1915 die Technicolor Corporation mit Kalmus als Präsident und Comstock als Vizepräsident gegründet.
Der ursprüngliche Firmenname „Technicolor Motion Picture Corporation“ wurde vom Massachusetts Institute of Technology abgeleitet, an dem Kalmus- und Westcott-Absolventen und später Dozenten waren und von dem ebenfalls die leitenden technischen Mitarbeiter Leonard T. Troland und Joseph Arthur Ball stammten. Ab 1922 firmierte das Unternehmen unter „Technicolor Incorporated“. Der Mitgründer Herbert T. Kalmus leitete es von Beginn an bis ins Jahr 1960. Er verstarb am 11. Juli 1963 im Alter von 81 Jahren.

### Klassische Filmproduktion
Technicolor war zunächst vor allem eine Kopieranstalt für Kinofilme und entwickelte seine eigenen Verfahren zur Herstellung von Farbfilmkopien. Zwischen 1917 und 1955 entstanden fünf verschiedene Prozesse, die auf dem besonderen Dye-Transfer-Verfahren beruhten. Die meisten Kopien wurden nach diesem Dye-Transfer-Prozess hergestellt. Durch die Austauschbarkeit der Matrizen zwischen den Laboren konnten die Negativoriginale im Bunker verbleiben, wenn für den Weltmarkt Massenkopien gezogen werden mussten. Bei großen Kopierauflagen ist das Drucken wirtschaftlicher als das Kopieren auf chemisch zu entwickelnden Film. Eine Kopie kostete 1964 4,5 Cent pro Fuß.
Aufgrund der großen Bedeutung für den Farbfilm im Kino wird Technicolor oft als Erfinderin des Farbenfilms angesehen, allerdings wurde schon vor 1910 in England das Kinemacolor-Verfahren entwickelt.
In Frankreich nahm im September 1955 die Société Technicolor ihre Arbeit auf, stellte sie jedoch 1958 wieder ein. Die englische Kopieranstalt wurde vergrößert, und in Rom begann der Bau einer italienischen Technicolor-Kopieranstalt, die nun auch die Kopieraufträge für Frankreich übernahm.
Weitere Entwicklungen von Technicolor sind das nach dem Vorbild von VistaVision in England ausgearbeitete Technirama-Breitwandverfahren, der daraus entwickelte Super-Technirama-70-mm-Film und das 1962 von Technicolor (Rom) eingeführte Techniscope-Breitwandverfahren.
Der Farbfernsehkopierservice von Technicolor besteht seit 1965 in Hollywood, seit 1968 in England und seit 1969 auch in Italien. Da diese Aufträge nur eine geringe Anzahl von Kopien umfassten, wurden diese nicht nach dem Dye-Transfer-Prozess, sondern auf Eastmancolor-Print-Film hergestellt.
Für Industriefilme und audiovisuelle Lehrprogramme stellte Technicolor große Kopierauflagen zu niedrigen Kosten nach der speziellen Multistrip-Kopier- und Entwicklungsmethode her. Dabei wurden mehrere kleine Filmformate (Super-8 oder 16 mm) gleichzeitig auf einen 35-mm-Filmstreifen kopiert und nach der Entwicklung in die entsprechenden Formate geteilt. 1967 wurde die „Double-Rank-Kopie“ eingeführt. Das sind zwei 16-mm-Filmstreifen auf einem 35-mm-Film mit drei Reihen Perforation. Hierzu wurden bereits die Matrizen mit Hilfe optischer Bildreduzierung und Strahlenteilungskopie als Double-Rank-Filme hergestellt. Bei Super-8-Triple-Rank und Quadruple-Rank befanden sich drei beziehungsweise vier Kopien nebeneinander auf 35 oder 32 mm breiten Filmstreifen.
1970 wurde das Technimatte-Verfahren eingeführt, die Zusammenführung von verschiedenen Vorder- und Hintergründen für Spezialeffekte. 1975 wurde der letzte Auftrag für das Dye-Transfer-Verfahren in den USA ausgeführt, ein Reprint von Walt Disneys Dschungel der 1000 Gefahren (Swiss Family Robinson). Danach wurde das Werk in Hollywood geschlossen. 1975 verkaufte Technicolor das Dye-Transfer-Equipment an die Beijing Film and Video Lab in China. Bis 1978 war British Technicolor Labs noch in der Lage, Dye-Transfer-Kopien zu ziehen.
Das Technicolor-Gelände in Hollywood wurde 1977 geschlossen und an die Television Center Studios verkauft.

### Wandel zur Digitaltechnik
Mit dem Rückgang der Bedeutung der Herstellung von Farbfilmkopien und Einführung der elektronischen Filmaufzeichnung hat sich Technicolor zu einem weltweit agierenden Unternehmen der Unterhaltungsindustrie entwickelt und ist auch ein bedeutender Hersteller für Videokassetten, DVD und CD-ROM auf dem Weltmarkt geworden.
Die professionelle Kinoprojektions- und Produktionstechnik blieb aber auch mit dem Übergang zur Digitaltechnik Schwerpunkt des Unternehmens. Im Jahr 2001 brachte Technicolor seine ersten Digitalkino-Systeme heraus und innerhalb relativ kurzer Zeit waren die ersten 1000 ausgewählten Kinos damit ausgerüstet.
2003 eröffnete Technicolor seine eigene digitale Nachbearbeitungseinrichtung für Kinofilme in New York. In der Nähe der neuen Einrichtung gibt es ein Nachbearbeitungslabor und ein Digitalfarbkorrekturlabor. Dort wurden unter anderem die Filme Das zauberhafte Land (The Wizard of Oz), Das Fenster zum Hof (Rear Window), Funny Girl und Apocalypse Now Redux überarbeitet und mit einer besseren Bildqualität neu veröffentlicht. Seit dem Jahr 2004 besitzt Technicolor elf Filmlaboratorien und mehr als doppelt so viele Nachbearbeitungseinrichtungen an verschiedenen Orten der ganzen Welt. Technicolor arbeitet nicht nur für bekannte Filmstudios wie DreamWorks SKG, Paramount Pictures, Sony Pictures Entertainment, 20th Century Fox, The Walt Disney Company und Warner Bros. Pictures, sondern auch für Spiele- und Softwarehersteller wie Microsoft, Electronic Arts und Atari.

## Übernahme durch Thomson
Mit der Hinwendung zu den digitalen Medien und zeitgleich mit der Einführung der Digitalkino-Systeme verlor die ursprüngliche Technicolor Corp. im Jahr 2001 schließlich ihre Selbständigkeit und wurde vom damaligen Elektronikkonzern Thomson übernommen. Dieser nutzte von 2010 bis 2022 den Namen der aufgekauften Tochter für den gesamten Konzern.